# 高加速應力稽核
高加速應力稽核（highly accelerated stress audit）簡稱HASA，是一種驗證測試的方式，用來找出电子及機電產品在制造/生产過程引入的缺陷，並且在產品進入市場前可以提早發現。高加速應力稽核屬於高加速應力篩選（highly accelerated stress screening，HASS）的一種。高加速應力篩選是有效可以提昇產品可靠度、減少保修費用、提昇顧客滿意度的測試工具。
HASS的測試準位比一般的篩選工具更加的嚴苛。因此，需要有篩選設定驗證（POS）程序來確認，此作法確實有找到生產過程中產生的缺陷。篩選設定驗證的重要性在於其應力要可以找到產品的缺陷，但又沒有大到會顯著降低產品的壽命。導入HASS來篩檢產品，在維護產品高強健性上是很好的工具，也可以減少篩檢產品需要的時間。進行HASS篩檢可以可以快速發現受損的電子元件及製造過程產生的退化，並且修正。HASS不是一個有明確流程，作到某一階段為止的程序。HASS是動態的程序，在產品生命周期中可能需要調整或修正。
HASS有助於發現早期的產品缺陷，HASA的主要目的是監控製造的產出，避免在生產過程中出現缺陷。若生產品質已經下降，需要仔細規劃HASA取樣計劃，並著手進行。

## 外部連結
- cotsjournalonline.com – COTS Journal HALT/HASS Testing Goes Beyond the Norm